# Liste der Nummer-eins-Hits in Portugal (2025)
Diese Liste der Nummer-eins-Hits in Portugal im Jahr 2025 basiert auf den offiziellen Singlecharts (Top 100 Singles) und Albumcharts (Top 200 Álbuns) der Associação Fonográfica Portuguesa (AFP), der portugiesischen Landesgruppe der IFPI.

## Singles
| ← 2024 ← | Liste der Nummer-eins-Hits in Portugal | Liste der Nummer-eins-Hits in Portugal                                                | Liste der Nummer-eins-Hits in Portugal |                           |
| \| Zeitraum \| Wo. ges. \| Interpret \| Titel Autor(en) \| Zusätzliche Informationen \| \| (Zeitraum, Wochen auf Platz eins, Interpret, Titel, Autor[en], zusätzliche Informationen) \| \| \| \| \| \| ----------------------------------------------------------------------------------------- \| -------- \| ------------------------------------------------------------------------------------- \| --------------------------------------------------------------------------------------------------------------------------------------------------------------------------------------------------------------------------------------------------------------------------- \| ------------------------- \| \| 1.–2. Woche 2 Wochen (insgesamt 7) \| 7 \| Oruam, Zé Felipe & MC Tuto feat. DJ LC da Roça, MC K9, MC Rodrigo do CN & MC PL Alves \| Oh garota eu quero você só pra mim Breno Lima Carvalho, Emerson Teixeira Muniz, Mauro Davi dos Santos Nepomuceno, José Felipe Rocha Costa, Peterson Luís Alves Madureira, Everton Ribeiro dos Santos, José Rodrigo dos Santos Silva \| – \| \| 3.–5. Woche 3 Wochen \| 3 \| Bad Bunny \| DTMF Benito Antonio Martínez Ocasio, Marco Daniel Borrero \| – \| \| 6.–10. Woche 5 Wochen (insgesamt 7) \| 7 \| Oruam, Zé Felipe & MC Tuto feat. DJ LC da Roça, MC K9, MC Rodrigo do CN & MC PL Alves \| Oh garota eu quero você só pra mim Breno Lima Carvalho, Emerson Teixeira Muniz, Mauro Davi dos Santos Nepomuceno, José Felipe Rocha Costa, Peterson Luís Alves Madureira, Everton Ribeiro dos Santos, José Rodrigo dos Santos Silva \| – \| \| 11. Woche 1 Woche (insgesamt 2) \| 2 \| NAPA \| Deslocado André Santos, Diogo Góis, Francisco Sousa, João Guilherme Gomes, João Lourenço Gomes, João Rodrigues \| – \| \| 12.–15. Woche 4 Wochen \| 4 \| DG e Batidão Stronda, Mc Davi, J. Eskine & MC G15 \| Mãe solteira Alef Santos Nunes, Bruno Mario Pessoa de Melo Luna, Davi ALmeida dos Santos, Filipe Kartalian Ayrosa Galvao, Gabriel da Paixão Soares, Gabriel de Lucca da Costa Mota, Geovane Henrique Freire de Lira, Guilherme da Silva Alves, Jonathan Eskine, Luan Sacada \| – \| \| 16.–18. Woche 3 Wochen (insgesamt 5) \| 5 \| DJ Malvado & DJ Aka-M feat. Dody \| Mussulo Cláudio Fernando da Costa Rodrigues, Kengo Monteiro Coxe, Paulo Dondeiro Wala \| – \| \| 19.–20. Woche 2 Wochen (insgesamt 4) \| 4 \| Alex Warren \| Ordinary Alexander Warren Hughes, Adam Yaron, Caleb Shapiro, Margaret Elizabeth Chapman \| – \| \| 21. Woche 1 Woche (insgesamt 2) \| 2 \| NAPA \| Deslocado André Santos, Diogo Góis, Francisco Sousa, João Guilherme Gomes, João Lourenço Gomes, João Rodrigues \| – \| \| 22.–23. Woche 2 Wochen (insgesamt 4) \| 4 \| Alex Warren \| Ordinary Alexander Warren Hughes, Adam Yaron, Caleb Shapiro, Margaret Elizabeth Chapman \| – \| \| 24.–25. Woche 2 Wochen (insgesamt 5) \| 5 \| DJ Malvado & DJ Aka-M feat. Dody \| Mussulo Cláudio Fernando da Costa Rodrigues, Kengo Monteiro Coxe, Paulo Dondeiro Wala \| – \| \| 26.–32. Woche 7 Wochen \| 7 \| Vizinhos \| Pôr do sol João Barbosa, João Miguel Amado Direitinho \| – \| |                                        |                                                                                       | |                           |
| ← 2024 |                                        |                                                                                       | |                           |
| Zeitraum | Wo. ges.                               | Interpret                                                                             | Titel Autor(en) | Zusätzliche Informationen |
| (Zeitraum, Wochen auf Platz eins, Interpret, Titel, Autor[en], zusätzliche Informationen) |                                        |                                                                                       | |                           |
| 1.–2. Woche 2 Wochen (insgesamt 7) | 7                                      | Oruam, Zé Felipe & MC Tuto feat. DJ LC da Roça, MC K9, MC Rodrigo do CN & MC PL Alves | Oh garota eu quero você só pra mim Breno Lima Carvalho, Emerson Teixeira Muniz, Mauro Davi dos Santos Nepomuceno, José Felipe Rocha Costa, Peterson Luís Alves Madureira, Everton Ribeiro dos Santos, José Rodrigo dos Santos Silva                                         | –                         |
| 3.–5. Woche 3 Wochen | 3                                      | Bad Bunny                                                                             | DTMF Benito Antonio Martínez Ocasio, Marco Daniel Borrero | –                         |
| 6.–10. Woche 5 Wochen (insgesamt 7) | 7                                      | Oruam, Zé Felipe & MC Tuto feat. DJ LC da Roça, MC K9, MC Rodrigo do CN & MC PL Alves | Oh garota eu quero você só pra mim Breno Lima Carvalho, Emerson Teixeira Muniz, Mauro Davi dos Santos Nepomuceno, José Felipe Rocha Costa, Peterson Luís Alves Madureira, Everton Ribeiro dos Santos, José Rodrigo dos Santos Silva                                         | –                         |
| 11. Woche 1 Woche (insgesamt 2) | 2                                      | NAPA                                                                                  | Deslocado André Santos, Diogo Góis, Francisco Sousa, João Guilherme Gomes, João Lourenço Gomes, João Rodrigues | –                         |
| 12.–15. Woche 4 Wochen | 4                                      | DG e Batidão Stronda, Mc Davi, J. Eskine & MC G15                                     | Mãe solteira Alef Santos Nunes, Bruno Mario Pessoa de Melo Luna, Davi ALmeida dos Santos, Filipe Kartalian Ayrosa Galvao, Gabriel da Paixão Soares, Gabriel de Lucca da Costa Mota, Geovane Henrique Freire de Lira, Guilherme da Silva Alves, Jonathan Eskine, Luan Sacada | –                         |
| 16.–18. Woche 3 Wochen (insgesamt 5) | 5                                      | DJ Malvado & DJ Aka-M feat. Dody                                                      | Mussulo Cláudio Fernando da Costa Rodrigues, Kengo Monteiro Coxe, Paulo Dondeiro Wala | –                         |
| 19.–20. Woche 2 Wochen (insgesamt 4) | 4                                      | Alex Warren                                                                           | Ordinary Alexander Warren Hughes, Adam Yaron, Caleb Shapiro, Margaret Elizabeth Chapman | –                         |
| 21. Woche 1 Woche (insgesamt 2) | 2                                      | NAPA                                                                                  | Deslocado André Santos, Diogo Góis, Francisco Sousa, João Guilherme Gomes, João Lourenço Gomes, João Rodrigues | –                         |
| 22.–23. Woche 2 Wochen (insgesamt 4) | 4                                      | Alex Warren                                                                           | Ordinary Alexander Warren Hughes, Adam Yaron, Caleb Shapiro, Margaret Elizabeth Chapman | –                         |
| 24.–25. Woche 2 Wochen (insgesamt 5) | 5                                      | DJ Malvado & DJ Aka-M feat. Dody                                                      | Mussulo Cláudio Fernando da Costa Rodrigues, Kengo Monteiro Coxe, Paulo Dondeiro Wala | –                         |
| 26.–32. Woche 7 Wochen | 7                                      | Vizinhos                                                                              | Pôr do sol João Barbosa, João Miguel Amado Direitinho | –                         |

## Alben
| ← 2024 ← | Liste der Nummer-eins-Hits in Portugal | Liste der Nummer-eins-Hits in Portugal | Liste der Nummer-eins-Hits in Portugal |                           |
| \| Zeitraum \| Wo. ges. \| Interpret \| Titel \| Zusätzliche Informationen \| \| (Zeitraum, Wochen auf Platz eins, Interpret, Titel, zusätzliche Informationen) \| \| \| \| \| \| ------------------------------------------------------------------------------ \| -------- \| ------------------ \| -------------------- \| ------------------------- \| \| 52. Woche 2025 – 2. Woche 2026 3 Wochen (insgesamt 13) \| 13 \| Plutonio \| Carta de alforria \| – \| \| 3.–5. Woche 3 Wochen (insgesamt 13) \| 13 \| Bad Bunny \| Debí tirar más fotos \| – \| \| 6. Woche 1 Woche \| 1 \| The Weeknd \| Hurry Up Tomorrow \| – \| \| 7.–8. Woche 2 Wochen \| 2 \| Kendrick Lamar \| GNX \| – \| \| 9. Woche 1 Woche \| 1 \| Tate McRae \| So Close to What \| – \| \| 10. Woche 1 Woche (insgesamt 13) \| 13 \| Plutonio \| Carta de alforria \| – \| \| 11. Woche 1 Woche \| 1 \| Lady Gaga \| Mayhem \| – \| \| 12. Woche 1 Woche \| 1 \| Playboi Carti \| Music \| – \| \| 13.–18. Woche 6 Wochen (insgesamt 13) \| 13 \| Plutonio \| Carta de alforria \| – \| \| 19.–26. Woche 8 Wochen (insgesamt 13) \| 13 \| Bad Bunny \| Debí tirar más fotos \| – \| \| 27.–28. Woche 2 Wochen \| 2 \| Veigh \| Eu venci o mundo \| – \| \| 29. Woche 1 Woche \| 1 \| Justin Bieber \| Swag \| – \| \| 30. Woche 1 Woche \| 1 \| Tyler, the Creator \| Don’t Tap the Glass \| – \| \| 31.–32. Woche 2 Wochen (insgesamt 13) \| 13 \| Bad Bunny \| Debí tirar más fotos \| – \| |                                        |                                        |                                        |                           |
| ← 2024 |                                        |                                        |                                        |                           |
| Zeitraum | Wo. ges.                               | Interpret                              | Titel                                  | Zusätzliche Informationen |
| (Zeitraum, Wochen auf Platz eins, Interpret, Titel, zusätzliche Informationen) |                                        |                                        |                                        |                           |
| 52. Woche 2025 – 2. Woche 2026 3 Wochen (insgesamt 13) | 13                                     | Plutonio                               | Carta de alforria                      | –                         |
| 3.–5. Woche 3 Wochen (insgesamt 13) | 13                                     | Bad Bunny                              | Debí tirar más fotos                   | –                         |
| 6. Woche 1 Woche | 1                                      | The Weeknd                             | Hurry Up Tomorrow                      | –                         |
| 7.–8. Woche 2 Wochen | 2                                      | Kendrick Lamar                         | GNX                                    | –                         |
| 9. Woche 1 Woche | 1                                      | Tate McRae                             | So Close to What                       | –                         |
| 10. Woche 1 Woche (insgesamt 13) | 13                                     | Plutonio                               | Carta de alforria                      | –                         |
| 11. Woche 1 Woche | 1                                      | Lady Gaga                              | Mayhem                                 | –                         |
| 12. Woche 1 Woche | 1                                      | Playboi Carti                          | Music                                  | –                         |
| 13.–18. Woche 6 Wochen (insgesamt 13) | 13                                     | Plutonio                               | Carta de alforria                      | –                         |
| 19.–26. Woche 8 Wochen (insgesamt 13) | 13                                     | Bad Bunny                              | Debí tirar más fotos                   | –                         |
| 27.–28. Woche 2 Wochen | 2                                      | Veigh                                  | Eu venci o mundo                       | –                         |
| 29. Woche 1 Woche | 1                                      | Justin Bieber                          | Swag                                   | –                         |
| 30. Woche 1 Woche | 1                                      | Tyler, the Creator                     | Don’t Tap the Glass                    | –                         |
| 31.–32. Woche 2 Wochen (insgesamt 13) | 13                                     | Bad Bunny                              | Debí tirar más fotos                   | –                         |